# Ustawa o wstrzymaniu sprzedaży nieruchomości Zasobu Własności Rolnej Skarbu Państwa oraz o zmianie niektórych ustaw
Ustawa z dnia 14 kwietnia 2016 r. o wstrzymaniu sprzedaży nieruchomości Zasobu Własności Rolnej Skarbu Państwa oraz o zmianie niektórych ustaw – polska ustawa z zakresu prawa rolnego określająca ograniczenia w obrocie ziemią rolną. Dokonała m.in. zmiany ustawy o kształtowaniu ustroju rolnego.
W związku z upływem 1 maja 2016 12-letniego okresu ochronnego na zakup ziemi rolnej przez cudzoziemców rząd Beaty Szydło wniósł w marcu 2016 do Sejmu projekt ustawy mającej na celu ograniczenie obrotu ziemią rolną, zwłaszcza w odniesieniu do cudzoziemców. Rada Legislacyjna uznała projekt za niezgodny z konstytucją. Mimo to został uchwalony wraz ze zmianami jako ustawa 14 kwietnia 2016. Ustawa weszła w życie 30 kwietnia 2016.
Ustawa wstrzymała na okres 5 lat od wejścia przez nią w życie sprzedaż nieruchomości państwowych wchodzących w skład Zasobu Własności Rolnej Skarbu Państwa. Twórcy ustawy deklarowali, że zakazem sprzedaży nie będą objęte „m.in.: nieruchomości przeznaczonych na cele inne niż rolne (np. parki technologiczne i przemysłowe, centra biznesowo-logistyczne, inwestycje transportowe, budownictwo mieszkaniowe, itp.), ujęte w miejscowym planie zagospodarowania przestrzennego lub studium uwarunkowań i kierunków zagospodarowania przestrzennego gminy. Wśród wyjątków są też nieruchomości w granicach specjalnych stref ekonomicznych, domy, lokale mieszkalne, budynki gospodarcze, garaże, ogródki przydomowe oraz nieruchomości rolne o powierzchni do 2 ha.”
Przepisy ustawy ograniczyły także obrót ziemią będącą własnością m.in. osób fizycznych. Z jej rygorów zwolnione zostały osoby bliskie sprzedającemu, jednostki samorządu terytorialnego, Skarb Państwa oraz kościoły i inne związki wyznaniowe. Jak poinformowała Kancelaria Sejmu pod rządami ustawy „W przypadku innych podmiotów sprzedaż ziemi będzie musiała zostać potwierdzona zgodą prezesa Agencji Nieruchomości Rolnych. Nabycie nieruchomości będzie trwale połączone z wymogiem osobistego prowadzenia gospodarstwa rolnego oraz zakazem zbywania i wydzierżawiania zakupionej ziemi przez 10 lat. Tylko w przypadkach losowych zgodę na sprzedaż ziemi przed upływem tego terminu będzie mógł wydać sąd.”
Spod ograniczeń obrotu nieruchomościami wyłączone zostało nabywanie ziemi w trybie dziedziczenia oraz obrót prywatnymi działkami rolnymi do 0,3 ha, a także gruntów rolnych zabudowanych o powierzchni do 0,5 ha, które w dniu wejścia w życie ustawy „były zajęte pod budynki mieszkalne oraz budynki, budowle i urządzenia niewykorzystywane dotychczas do produkcji rolniczej, wraz z gruntami do nich przyległymi umożliwiającymi ich właściwe wykorzystanie – jeżeli grunty te tworzą zorganizowaną całość gospodarczą oraz nie zostały odrolnione. Nie jest też ograniczony obrót nieruchomościami rolnymi, które w dniu wejścia w życie ustawy w ostatecznych decyzjach o warunkach zabudowy i zagospodarowania terenu są przeznaczone na cele inne niż rolne.”
Stosowanie ustawy dowiodło, że określone w niej ograniczenia mają zakres szerszy niż wskazany przez projektodawców.